# Příšovice
Příšovice (deutsch Prischowitz, früher auch Prissowitz) ist eine Gemeinde in Tschechien. Sie liegt sechs Kilometer westlich von Turnov und gehört zum Okres Liberec.

## Geographie
Příšovice erstreckt sich rechtsseitig der Jizera entlang des Baches Příšovka in der Turnovská pahorkatina (Turnauer Hügelland). Südlich liegen die beiden Baggerseen Velký Písečák und Malý Písečák, jenseits der Jizera beginnt die Felslandschaft des Böhmischen Paradieses. Příšovice liegt an der Schnellstraße R 10 / E 65 und der Bahnstrecke Prag–Turnov, an der sich im Ort eine Bahnstation befindet.
Nachbarorte sind Pěnčín und Kamenec im Norden, Čtveřín und Přepeře im Nordosten, Modřišice im Osten, Podháj im Südosten, Všeň, Mokrý und Ploukovice im Süden, Břehy und Podolí im Südwesten, Svijany im Westen sowie Močítka, Svijanský Újezd und Kordovka im Nordwesten.

## Geschichte
Anhand archäologischer Funde lässt sich eine frühzeitliche Besiedlung der Gegend bis in die Jungsteinzeit nachweisen. Im 10. Jahrhundert erfolgte die Besiedlung des Isertales zwischen Mnichovo Hradiště und Turnov durch Charwaten. Der Ortsname leitet sich vom Personennamen Prieš ab. Die erste schriftliche Erwähnung von Příšovice erfolgte 1319, als das Dorf und das Vorwerk an das Gut Všeň angeschlossen wurden. Wegen der fruchtbaren Böden und des Wasserreichtums lebte die Bevölkerung vom Getreide- und Gemüseanbau; außerdem lieferten die satten Iserwiesen reichlich Futter für die Viehzucht.
Bei der Teilung der vereinigten Herrschaft Wartenberger Skal und Groß Rohosetz wurde Příšovice eines der 64 Dörfer der neuen Herrschaft Svijany, deren Besitzer Jaroslav von Wartenberg wurde. Nach seinem Tode erbte seine Witwe Anna Katharina Smiřický von Smiřice die Herrschaft und brachte sie 1614 in ihre zweite Ehe mit Joachim Andreas von Schlick ein. Schlick wurde 1621 als Anführer des Ständeaufstandes in Prag hingerichtet und seine Güter 1622 an Albrecht von Waldstein verkauft. Die Waldsteiner erhielten aus den nach der Ermordung Wallensteins konfiszierten Gütern Münchengrätz und Swijan zurück und hielten die Herrschaft bis 1820. 1624 bestand Příšovice aus 30 Häusern. Die berní rula von 1654 weist für das Dorf 19 Bauern, einen Beisassen, einen Freihof und fünf Gärtner aus.
Im Jahre 1773 lebten in den 46 Häusern 308 Menschen. Zwischen 1808 und 1813 wurde die Kaiserstraße von Podol bis zur Pyramide bei Ohrazenice gebaut. Nachdem Fürst Charles Alain de Rohan 1820 die Herrschaft Swijan gekauft hatte, vereinigte er sie mit Sychrov.
Nach der Aufhebung der Patrimonialherrschaften bildete Příšovice ab 1850 eine Gemeinde im politischen Bezirk Turnov. Am 15. Oktober 1865 nahm die Eisenbahn von Turnov nach Prag den Verkehr auf und fuhr ohne Halt durch Příšovice. Während des Deutschen Krieges kam es am 26. Juni 1866 an der Iser zur Schlacht bei Podol und Swijan. Im Jahre 1900 lebten in den 88 Häusern des Dorfes 591 Menschen. Die Gemeinde ließ 1911 für 9000 Kronen eine Bahnstation errichten, die am 1. Mai 1911 eingeweiht wurde. 1912 entstand die Iserbrücke nach Ploukonice. Die Straße von Turnov über Přepeře nach Příšovice wurde 1939 angelegt. Příšovice hatte 1970 614 Einwohner. Zu Beginn der 1970er Jahre wurden in der Gemeinde 212 Wohnungen errichtet; durch den damit verbundenen Zuzug vergrößerte sich die Einwohnerzahl deutlich. Im Jahre 1976 erfolgte die Eingemeindung von Svijany. Dessen Bewohner entschieden sich 1990 für die Eigenständigkeit.

## Gemeindegliederung
Für die Gemeinde Příšovice sind keine Ortsteile ausgewiesen.

## Sehenswürdigkeiten
- Kapelle des hl. Wenzel, erbaut 1884–1886
- Die Baggerseen Malý und Velký Písečák mit 12 bzw. 27 ha Wasserfläche dienen Erholungszwecken und der Fischzucht.
- Kulturdenkmal Bičík-Gut Nr. 11, erbaut um 1600 und seit dieser Zeit im Besitz der Familie Bičík. 1999 schenkte der letzte Nachkomme der Familie, Václav Bičík, das Gut testamentarisch der Gemeinde.
- Denkmalgeschütztes Holán-Gut Nr. 23, erstmals 1559 beim Kauf durch Jiřík Nohýnek erwähnt. Ab 1621 gehörte es der Familie Žďárský, die es 1921 an Emil Holán verkaufte.
- ehemalige Šťastný-Schmiede